# Just a Little More Love (пісня)
«Just a Little More Love» — дебютний сингл, який випустив французький ді-джей Девід Гетта за участю Кріса Вілліса. Він з'являється у його дебютному альбомі, з тим же ім'ям, і вийшов як сингл з цього альбому. Пісня була записана за тридцять хвилин. Є дві версії пісні в альбомі Just a Little More Love, оригінальна редакція, субтитри Elektro Edit і версія реміксу, Wally López Remix, яка також представлена на MoS: Clubbers Guide 2004 і саундтрек до Фабрики Футбола. Музичний кліп на трек знятий режисером Жан-Чарльзом Карре, та за участі Девіда Гетти, хоча Кріса Вілліса немає у кліпі.

## Чарти
| Чарт (2001—2003)                          | Найвища позиція |
| ----------------------------------------- | --------------- |
| Бельгія (Ultratop Flanders)               | 29              |
| Бельгія (Ultratop Wallonia)               | 2               |
| Франція (SNEP)                            | 29              |
| Угорщина (Dance Top 40)                   | 28              |
| Нідерланди (Dutch Top 40)                 | 38              |
| Нідерланди (Mega Single Top 100)          | 80              |
| Румунія (Romanian Top 100)                | 33              |
| Швейцарія (Media Control AG)              | 59              |
| Велика Британія (Official Charts Company) | 19              |
| США (Hot Dance Club Songs) (Billboard)    | 15              |